# Джанвар Марах Джані
Джанвар Марах Джані (індонез. Janwar Marah Jani) — індонезійський дипломат. Надзвичайний і Повноважний Посол Індонезії в РФ та в Україні за сумісництвом (1993—1994).

## Життєпис
У 1980—1984 рр. — Надзвичайний і Повноважний Посол Індонезії в Польщі.
У 1990—1994 рр. — Надзвичайний і Повноважний Посол Індонезії в СРСР, згодом в РФ.
11 червня 1992 року підписав з Миколою Макаревичем Спільне комюніке про встановлення дипломатичних відносин між Україною і Республікою Індонезією
У 1993—1994 рр. — Надзвичайний і Повноважний Посол Індонезії в Україні за сумісництвом. Вручив вірчі грамоти Президенту України Леоніду Кравчуку.